# Bernice (Louisiana)
Bernice is een plaats (town) in de Amerikaanse staat Louisiana, en valt bestuurlijk gezien onder Union Parish.

## Demografie
Bij de volkstelling in 2000 werd het aantal inwoners vastgesteld op 1809.
In 2006 is het aantal inwoners door het United States Census Bureau geschat op 1689, een daling van 120 (-6,6%).

## Geografie
Volgens het United States Census Bureau beslaat de plaats een oppervlakte van
8,2 km², geheel bestaande uit land. Bernice ligt op ongeveer 64 m boven zeeniveau.

## Plaatsen in de nabije omgeving
De onderstaande figuur toont nabijgelegen plaatsen in een straal van 24 km rond Bernice.

## Geboren
- Willis Reed (1942-2023), basketballer
- Karl Malone (1963), basketballer